# Desmonema
Desmonema is een geslacht van schijfkwallen uit de familie van de Cyaneidae.

## Soorten
- Desmonema chierchianum Vanhöffen, 1888
- Desmonema comatum Larson, 1986
- Desmonema gaudichaudi (Lesson, 1832)
- Desmonema glaciale Larson, 1986